# Караоба (Сарыкольский район)
Караоба (каз. Қараоба) — село в Сарыкольском районе Костанайской области Казахстана. Входит в состав Краснознаменского сельского округа. Код КАТО — 396243200. Расположено на берегу озера Кайранколь, невдалеке протекает река Убаган.
В 3 км к западу от села расположено озеро Талы, в 7 км к юго-западу — Сливное.

## Население
В 1999 году население села составляло 556 человек (293 мужчины и 263 женщины). По данным переписи 2009 года, в селе проживало 435 человек (223 мужчины и 212 женщин).